# BMW Greifzu
Chronologie des modèles (1952 - 1953)
Aucun Aucun
La BMW Greifzu est une monoplace de Formule 1 développée artisanalement par Paul Greifzu à partir d'un châssis BMW modifié par ses soins pour recevoir un moteur BMW à six cylindres en ligne.

## Historique
En championnat du monde de Formule 1 1952, Rudolf Krause engage à titre privé la BMW Greifzu au Grand Prix d'Allemagne. Qualifié vingt-troisième, il abandonne au troisième des dix-huit tours sur casse moteur.
En championnat du monde de Formule 1 1953, Krause engage à nouveau à titre privé ce châssis spécial au Grand Prix d'Allemagne. Qualifié vingt-sixième, il termine quatorzième à deux tours du vainqueur Giuseppe Farina.